# RBM18
RBM18 (англ. RNA binding motif protein 18) – білок, який кодується однойменним геном, розташованим у людей на 9-й хромосомі. Довжина поліпептидного ланцюга білка становить 190 амінокислот, а молекулярна маса — 21 649.
| 10         |  | 20         |  | 30         |  | 40         |  | 50         |
| ---------- |  | ---------- |  | ---------- |  | ---------- |  | ---------- |
| MEAETKTLPL |  | ENASILSEGS |  | LQEGHRLWIG |  | NLDPKITEYH |  | LLKLLQKFGK |
| VKQFDFLFHK |  | SGALEGQPRG |  | YCFVNFETKQ |  | EAEQAIQCLN |  | GKLALSKKLV |
| VRWAHAQVKR |  | YDHNKNDKIL |  | PISLEPSSST |  | EPTQSNLSVT |  | AKIKAIEAKL |
| KMMAENPDAE |  | YPAAPVYSYF |  | KPPDKKRTTP |  | YSRTAWKSRR |  |            |

A: Аланін

C: Цистеїн

D: Аспарагінова кислота

E: Глутамінова кислота

F: Фенілаланін

G: Гліцин

H: Гістидин

I: Ізолейцин

K: Лізин

L: Лейцин

M: Метіонін

N: Аспарагін

P: Пролін

Q: Глутамін

R: Аргінін

S: Серин

T: Треонін

V: Валін

W: Триптофан

Білок має сайт для зв'язування з РНК. 